# تن‌تن در کنگو
تن‌تن در کنگو (به زبان فرانسوی: Tintin au Congo) دومین کتاب کمیک از مجموعهٔ کتابهای مصور ماجراهای تن‌تن و میلو است. این کتاب نخستین بار در سال ۱۹۳۱ میلادی توسط هرژه نوشته، طراحی و به چاپ رسید.

## چاپ اول
- در انگلیس: Casterman
- در ایران (ترجمه فارسی): انتشارات یونیورسال

## تعداد صفحات
- در ایران: ۶۲ صفحه
- در بلژیک: ۶۲ صفحه
- در انگلیس: ۶۲ صفحه
- در آمریکا: ۶۲ صفحه
- در فرانسه: ۶۲ صفحه

## انتقادات
کتاب کمیک تن‌تن در کنگو به این دلیل که با رگه‌های نژادپرستی و با شکوه نشان دادن استعمار اروپاییان همراه بود مورد انتقاد شدید قرار گرفت. این کتاب همچنین به از سوی هواداران حیات‌وحش به خاطر شکار و بی رحمی مورد انتقاد قرار گرفت. هرژه بعد از چندی این انتقادات را پذیرفت و از دههٔ ۱۹۳۰ به بعد کتاب‌های تن‌تن لحن متفاوتی پیدا کرد و حامل پیام‌های بشردوستانه شد. از این اثر در سال ۲۰۰۷ به دلیل نژاد پرستانه بودن اثر شکایت شد.